# El'azar Štern
El'azar Štern, též El'azar Stern (hebrejsky אלעזר שטרן‎, * 1956 Tel Aviv) je izraelský politik, v letech 2013–2015 poslanec Knesetu za stranu ha-Tnu'a, později politik strany Ješ atid.

## Biografie
Narodil se v rodičům, kteří náleželi mezi přeživší holokaust. Absolvoval střední školu Netiv Me'ir (נתיב מאיר) v Jeruzalémě. V roce 1974 ve věku osmnácti let nastoupil do izraelské armády k výsadkovým jednotkám. Zde prošel četnými pozicemi, vedl výcvikovou školu pro velitele. Počátkem 80. let 20. století se s manželkou podíleli na založení vesnice Hoša'aja v severním Izraeli. Koncem roku 1986 odešel z aktivní služby. Pracoval pak jako pedagog, ale roku 1989 se do armády vrátil. V izraelské armádě působil až do svého nástupu do parlamentu. Dosáhl hodnosti generálmajora (Aluf) a naposledy zastával post velitele oddělení lidských zdrojů. V březnu 2012 oznámila předsedkyně strany ha-Tnu'a Cipi Livniová, že El'azar Štern bude kandidovat za tuto stranu. Šlo o součást snahy Cipi Livniové rozšířit záběr své nové formace i mezi nábožensky sionisticky orientované, středopravicové voliče.
Ve volbách v roce 2013 byl zvolen do Knesetu za stranu ha-Tnu'a. Před volbami v roce 2015 přešel do strany Ješ atid a kandidoval za ni neúspěšně do parlamentu. 4. září 2015 poté, co rezignoval poslanec Šaj Piron, se ale jako náhradník ujal poslaneckého mandátu.